# Camembertmuseum
Het Camembertmuseum is een klein museum over de kaas Camembert. Het museum staat in de gelijknamige plaats Camembert, in het department Orne.
In het museum staat de geschiedenis en de productie van deze kaas centraal. In het apart winkeltje worden verschillende kazen aangeboden om te proeven.
Naast het museum ligt Clos de Beaumoncel, dit is een kleine productielocatie van deze kaas. De bezoeker kan het proces zien achter ramen.

## Galerij

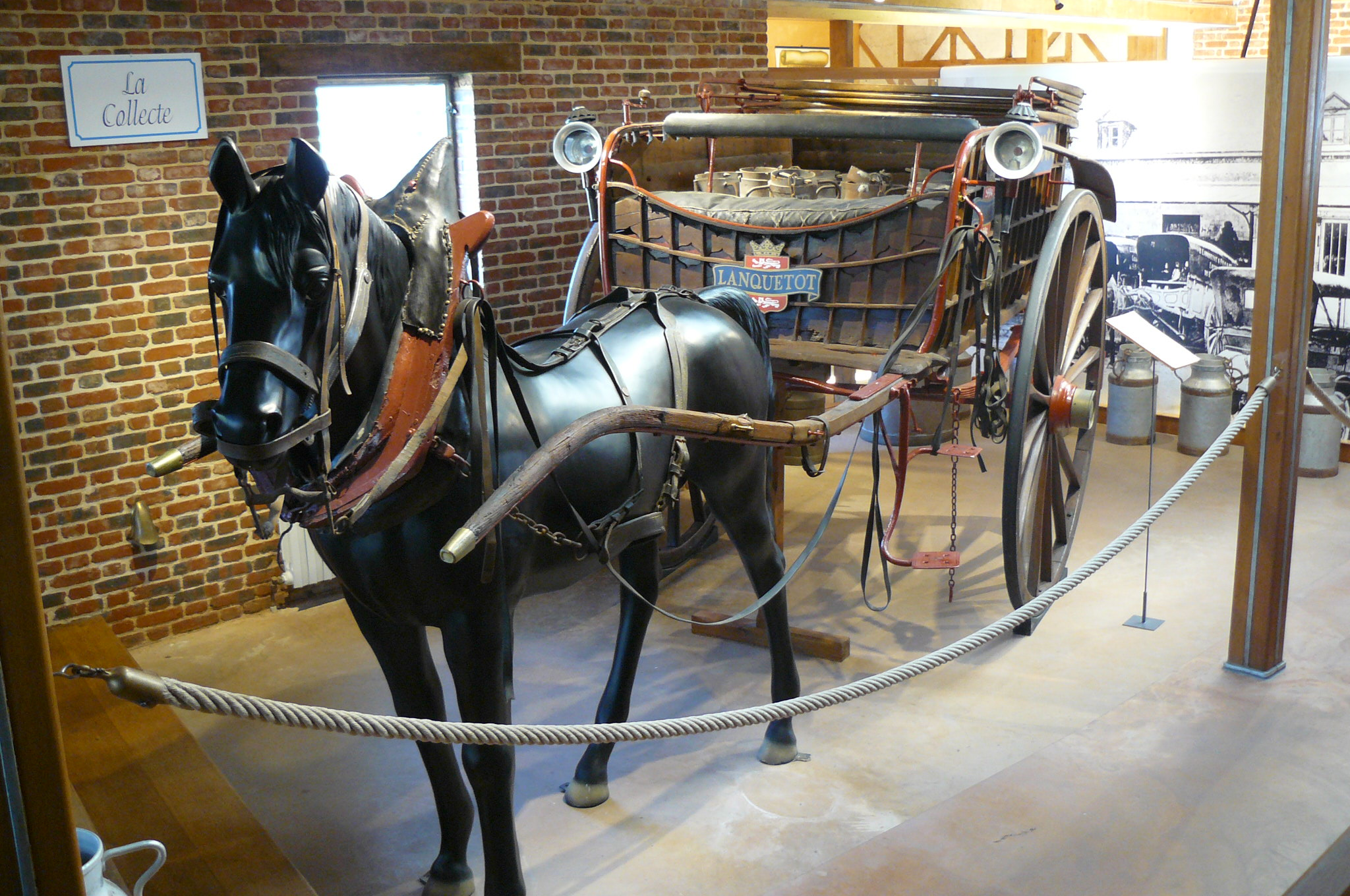
Paard en wagen voor het transport van melk
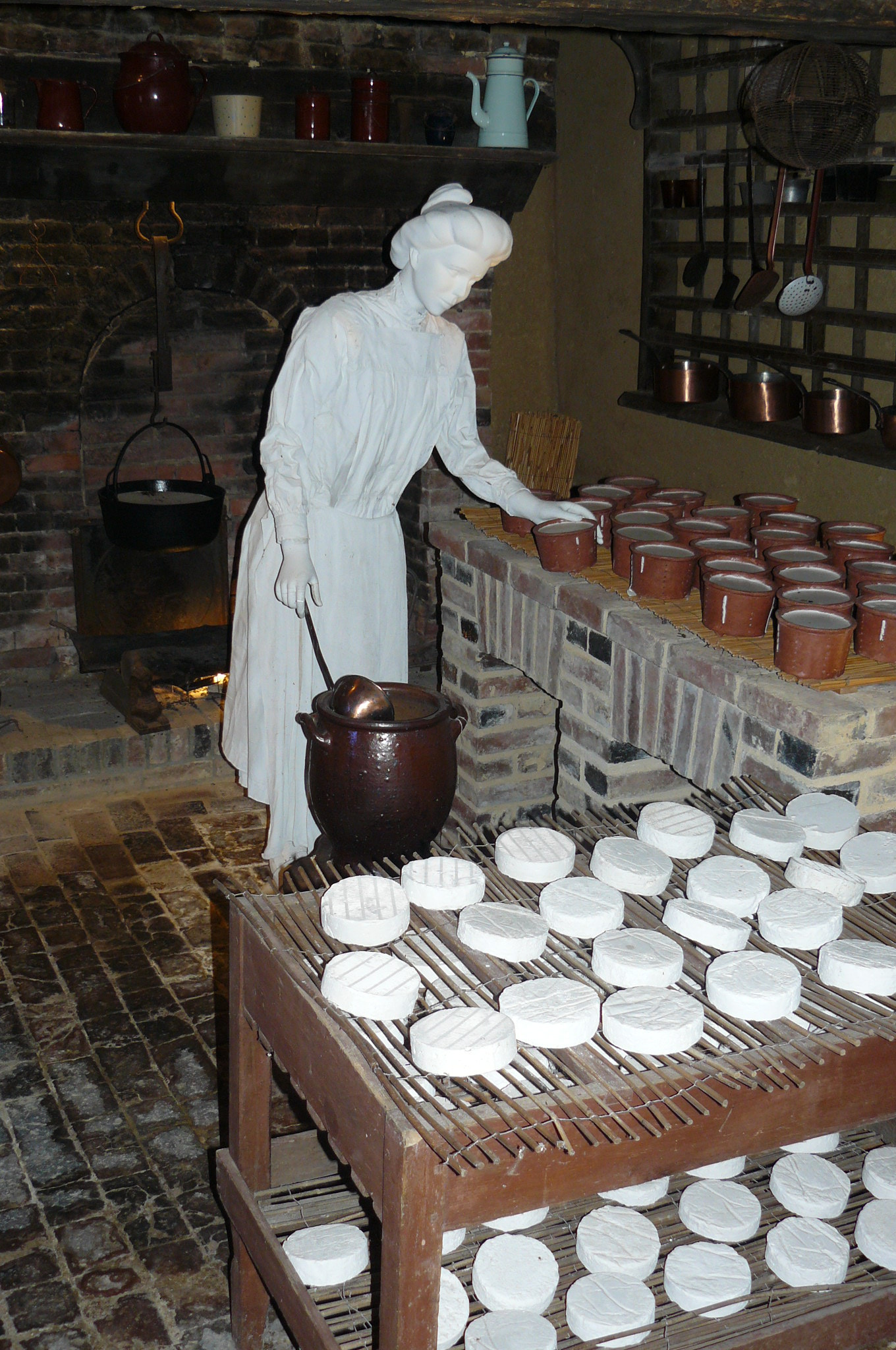
In de eerste fase wordt de behandelde melk in kommen geschept
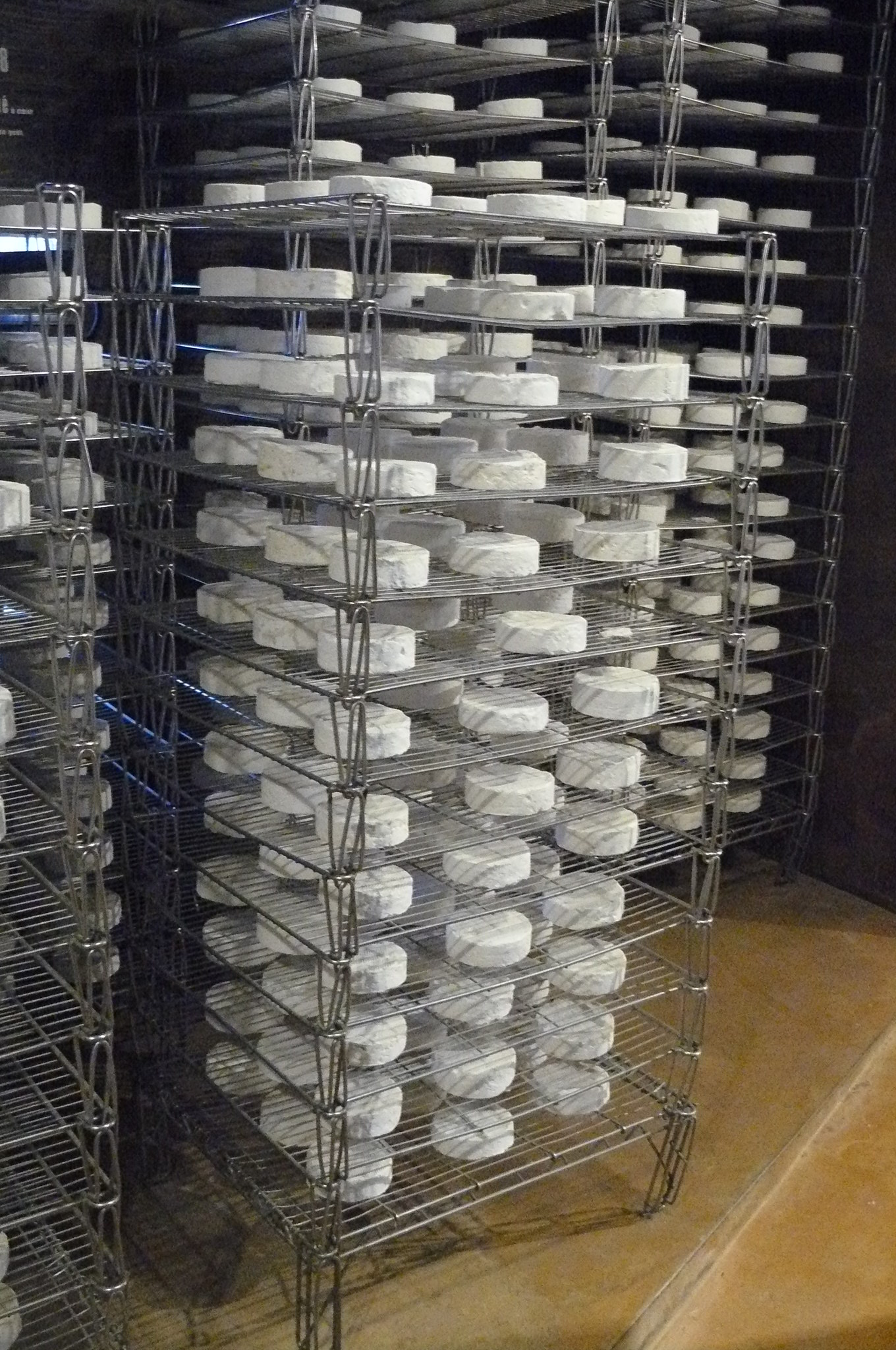
De kaas ligt op rekken om te rijpen
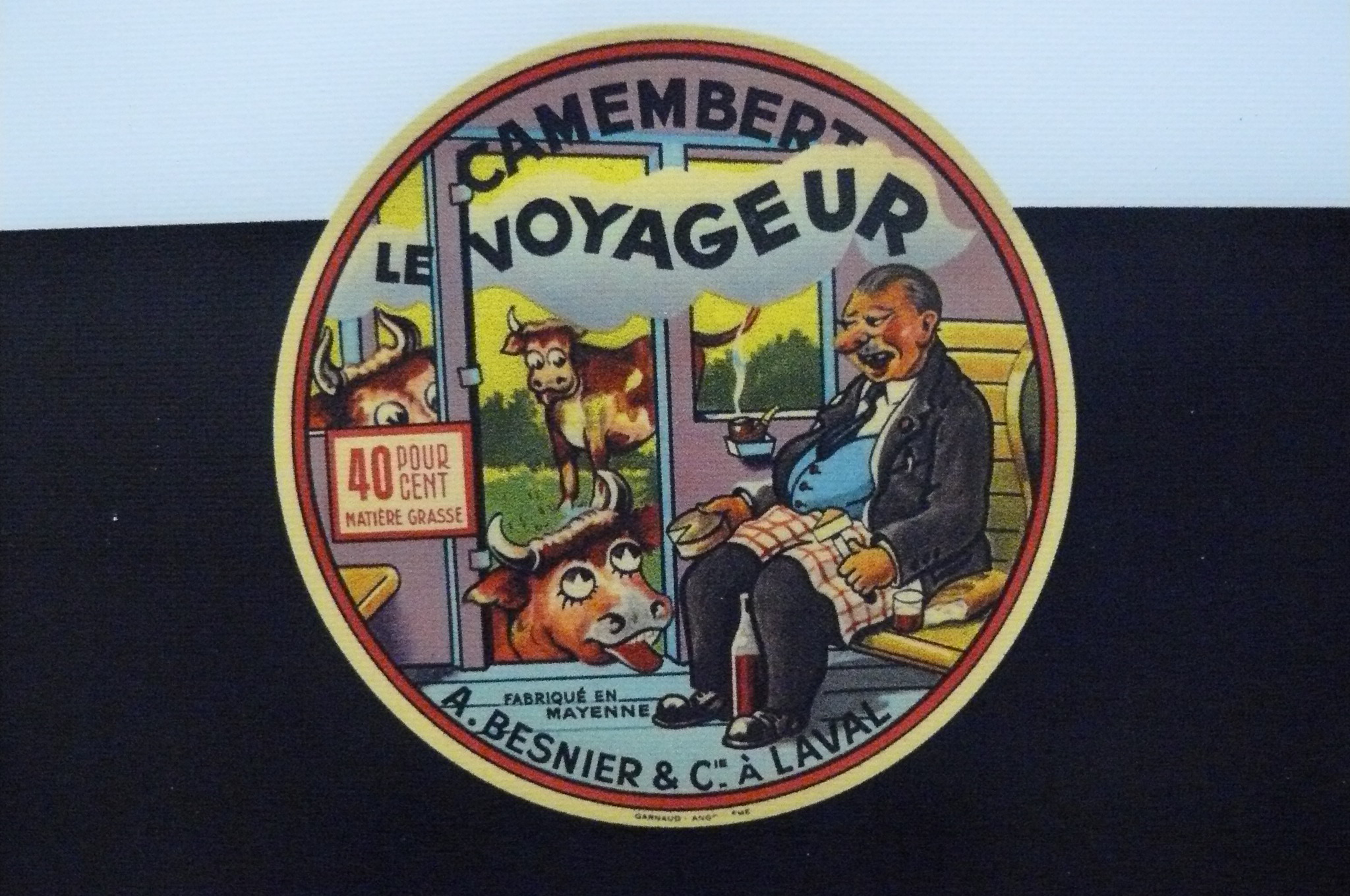
Kaas in verpakking
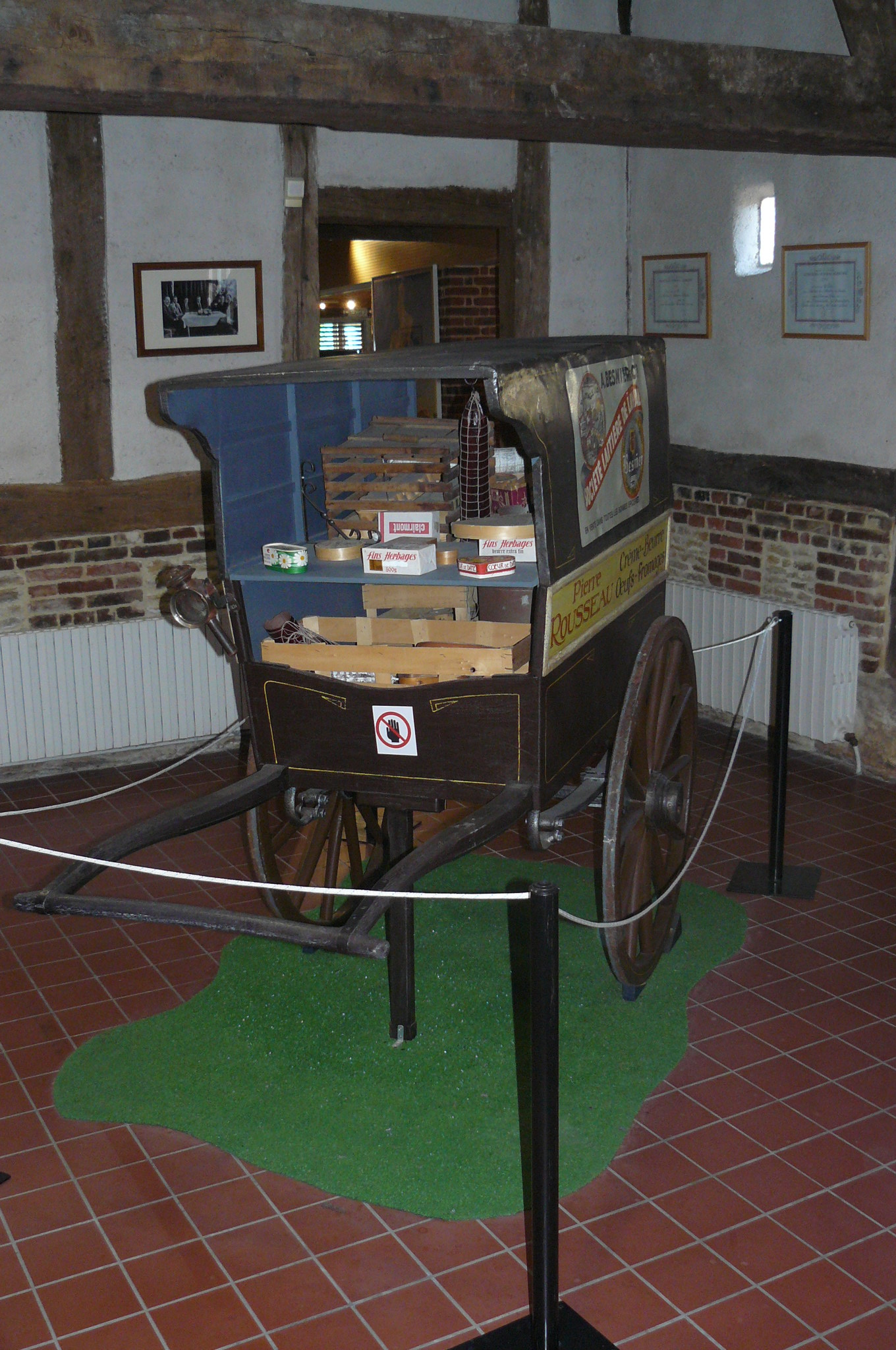
Ventkar voor het vervoer van kazen en andere producten naar de klant